# Bart Zoet
Hubertus Balthazar "Bart" Zoet (Sassenheim, Teylingen, Holanda Meridional, 20 de octubre de 1942 - Sassenheim, 13 de mayo de 1992) fue un ciclista neerlandés que fue profesional entre 1965 y 1970.
Como ciclista amateur tomó parte a los Juegos Olímpicos de Tokio de 1964, en que ganó una medalla de oro en la prueba de contrarreloj por equipos, junto a Evert Dolman, Gerben Karstens y Jan Pieterse. la cursa en ruta individual acabó el vigésimo.
Como profesional consiguió una veintena de victorias, todas ellas en pruebas menores, a excepción de una victoria de etapa al Critèrium del Dauphiné Libéré de 1966.

## Palmarés
- 1963
  - 1º en Gouda
- 1964 
  - Medalla de oro en los Juegos Olímpicos de Tokio en contrarreloj por equipos 
  - Vencedor de una etapa de la Vuelta en Bélgica amateur
- 1965
  - 1º en el Gran Premio Stad Sint-Niklaas
  - 1º en Schiedam
  - 1º en Kuurne
  - 1º en el Gran Premio del 1 de Mayo
  - 1º en Schellebelle
  - 1º en Stal-Koersel
- 1966
  - 1º en Baasrode
  - 1º en  Dinteloord
  - 1º en Schiedam
  - 1r a Hansweert
  - 1º en Eindhoven
  - 1º en Kortenhoef
  - Vencedor de una etpapa del Critèrium del Dauphiné Libéré
- 1967
  - 1º en Borgerhout
  - 1º en Dinteloord
  - 1º en Schiedam
  - 1º en Willebroek
  - 1º en Buggenhout
  - 1º en Sint-Amands
- 1968
  - 1º en Heusden Limburg
  - 1º en Wakken
- 1969 
  - 1º en Kruiningen

### Resultados a la Vuelta a España
- 1967. Abandona